# باريس تورز 1977
باريس تورز 1977 هو سباق دراجات هوائية، وهو الموسم رقم 71 من باريس تورز، وأقيم في 25 سبتمبر 1977.
فاز بالمركز الأول يوب زوتميلك، وبالمركز الثاني وهان دي موينك، وبالمركز الثالث هني كويبر.

## الفائزون
| الترتيب | الفائز        |
| ------- | ------------- |
| الفائز  | يوب زوتميلك   |
| الثاني  | وهان دي موينك |
| الثالث  | هني كويبر     |